# Le Petit Chaperon rouge
Le Petit Chaperon rouge (česky Červená karkulka) byl francouzský němý film z roku 1901. Režisérem byl Georges Méliès (1861–1938). Film je považován za ztracený.

## Děj
Pekář Latourte a jeho žena posílají za výtržnictví svou dceru, přezdívanou Červená karkulka, za babičkou. Karkulka potká v lese vlka, který zjistí, kam jde. Zatímco si karkulka hraje a tancuje s kamarády z vesnické školy, vlk vtrhne do chalupy a sní její babičku. Poté se za ní převlékne a čeká na karkulku. Ta přichází a vlk se chystá na ni vrhnout. V tom okamžiku přijdou dívku zachránit zaměstnanci pekárny a vlk je nucen utéct přes zavřené okno. Vlka začnou pronásledovat i venkované a vlk je nakonec zastřelen lesní stráží (garde champêtre), když přechází přes most. Ten se zlomí, čímž mrtvého vlka pošle plout po bystřině. Vlčí tělo je poté vytaženo z řeky a odneseno na nosítkách k vesnické hostině, kde je položeno na rožeň a opékáno.